# Gaesischia melanaspis
Gaesischia melanaspis là một loài Hymenoptera trong họ Apidae. Loài này được Urban mô tả khoa học năm 1968.